# Fabio Bonifacci
Fabio Bonifacci (Bologna, 25 ottobre 1962) è uno sceneggiatore, scrittore, drammaturgo e autore televisivo italiano.

## Biografia
Nato e cresciuto a Bologna, i suoi genitori sono originari di Monteacuto Ragazza, frazione del comune di Grizzana Morandi. Verso la fine degli anni ottanta, dopo la laurea in Filosofia, inizia a collaborare con testate come il Resto del Carlino e L'Unità e con le riviste umoristiche Cuore e Comix. Inoltre lavora nel campo della pubblicità con alcune agenzie di Bologna, come copywriter e consulente di comunicazione.
Inizia a lavorare come autore televisivo per Alba Parietti a Galagoal e nel 1997 prosegue per Dillo a Wally con Gene Gnocchi, in due edizioni di Ciro, il figlio di Target e ne La posta del cuore di Sabina Guzzanti. Da queste esperienze televisive nasce un sodalizio artistico con Enrico Bertolino, infatti è coautore della commedia teatrale D'altra parte è così portata in scena da Bertolino nel 1998. Negli anni seguenti collabora con Bertolino come autore nei suoi show televisivi, Superconvenscion 2001, Convenscion a colori, Bugie, fino a monologhi di Bertolino all'interno de Le Iene Show, edizione 2002-2003.
Dopo aver scritto tre romanzi, rimasti inediti, si concentra sullo studio e la scrittura di sceneggiature e finalmente nel 1998 debutta al cinema, firmando soggetto e sceneggiatura di E allora mambo! di Lucio Pellegrini, a cui segue Tandem, sempre per la regia di Pellegrini, e Ravanello Pallido. Dopo uno stallo di qualche anno dovuto al cambio di produttore, nel 2007 Bonifacci ritorna in sala con le sceneggiature di Notturno bus e Lezioni di cioccolato. Tra il 2006 e il 2010 ha scritto per Nova, inserto del giovedì de Il Sole 24 Ore.
Nel 2008 pubblica per Mondadori il suo primo romanzo Amore, bugie e calcetto, commissionato dopo la sceneggiatura dell'omonimo film diretto da Luca Lucini. Nel 2009 vince un Nastro d'argento per il miglior soggetto delle commedie Diverso da chi? e Si può fare.
Oltre al cinema, Bonifacci continua a lavorare nel campo pubblicitario; ha curato la campagna 2005 della Lavazza ed è stato copywriter della campagna Dash con protagonista Fabio De Luigi.
Negli ultimi anni Bonifacci ha scritto le sceneggiature dei maggiori successi al botteghino, come Benvenuti al Nord, Il principe abusivo e Benvenuto Presidente! e nel 2015 firma la sua prima regia, condivisa con Francesco Miccichè, per il lungometraggio Loro chi? interpretato da Edoardo Leo e Marco Giallini in uscita in autunno.
Bonifacci risiede a Bologna con la moglie e le due figlie.

## Filmografia

### Cinema
- E allora mambo!, regia di Lucio Pellegrini (1998)
- Tandem, regia di Lucio Pellegrini (2000)
- Ravanello pallido, regia di Gianni Costantino (2001)
- È già ieri, regia di Giulio Manfredonia (2004)
- Notturno bus, regia di Davide Marengo (2007)
- Lezioni di cioccolato, regia di Claudio Capellini (2007)
- Amore, bugie e calcetto, regia di Luca Lucini (2008)
- Diverso da chi?, regia di Umberto Carteni (2009)
- Oggi sposi, regia di Luca Lucini (2009)
- Si può fare, regia di Giulio Manfredonia (2009)
- Senza arte né parte, regia di Giovanni Albanese (2011)
- C'è chi dice no, regia di Giambattista Avellino (2011)
- Lezioni di cioccolato 2, regia di Alessio Maria Federici (2011)
- Benvenuti al Nord, regia di Luca Miniero (2012)
- Amiche da morire, regia di Giorgia Farina (2013)
- Il principe abusivo, regia di Alessandro Siani (2013)
- Benvenuto Presidente!, regia di Riccardo Milani (2013)
- Bianca come il latte, rossa come il sangue, regia di Giacomo Campiotti (2013)
- Indovina chi viene a Natale?, regia di Fausto Brizzi (2013)
- La nostra terra, regia di Giulio Manfredonia (2014)
- Loro chi?, regia di Fabio Bonifacci e Francesco Miccichè (2015)
- Mister Felicità, regia di Alessandro Siani (2017)
- Metti la nonna in freezer, regia di Giancarlo Fontana e Giuseppe Stasi (2018)
- Ricchi di Fantasia, regia di Francesco Miccichè (2018)
- L'agenzia dei bugiardi, regia di Volfango De Biasi (2019)
- Mio fratello rincorre i dinosauri, regia di Stefano Cipani (2019)
- Genitori vs influencer, regia di Michela Andreozzi (2021)
- Il giorno più bello, regia di Andrea Zalone (2022)
- L'ultima volta che siamo stati bambini, regia di Claudio Bisio (2023)
- In fuga con Babbo Natale, regia di Volfango De Biasi (2023)
- Succede anche nelle migliori famiglie, regia di Alessandro Siani (2024)

### Televisione
- Occhio a quei due – film TV, regia di Carmine Elia (2009)
- Ognuno è perfetto - miniserie TV, regia di Giacomo Campiotti (2019)
- Vivere non è un gioco da ragazzi - serie TV, regia di Rolando Ravello (2023)

## Teatro
- D'altra parte è così, (coautore) regia di Giampiero Solari con Enrico Bertolino (1998)
- Il diluvio fa bene ai gerani, (coautore) regia di Giampiero Solari con Enrico Bertolino (2002)
- Tutti i gatti vengono al pettine, regia di Gianni Costantino, con Franz Campi e Barbara Giorgi (2004)
- Voti a perdere (coautore), regia di Giampiero Solari con   Enrico Bertolino (2005)

## Libri
- Dizionario pratico di giornalismo (Edizioni Mursia, 1990) coautore Carlo De Martino
- Anni di pongo (Edizioni Granata Press, 1993)
- Ho visto cose (Edizioni Mondatori, 2003) coautore Enrico Bertolino
- Quarantenne sarà lei (Edizioni Mondatori, 2005) coautore Enrico Bertolino
- Amore, bugie & calcetto (Edizioni Mondadori, 2008)
- Il giro della verità (Edizioni Solferino, 2020)

## Premi
- Nastri d'argento 2009 – Miglior soggetto per Diverso da chi? e Si può fare